# 토가시 히데아키
토가시(일본어: 冨樫 토가시[*], 1969년 -)는 일본의 만화가이다. 주로 토가시라는 필명으로 활동하며, 본명은 토가시 히데아키 (冨樫秀昭)로, 만화 헌터X헌터로 유명한 토가시 요시히로의 남동생이다. 야마가타현 신조시 출신으로, 신조시에 거주하고 있다.
본명인 토가시 히데아키 명의로 만화를 그리고 있었지만, 현재는 현지에 돌아와 본가의 문구점을 운영하고 있다.
형수는 만화가인 타케우치 나오코. 다이토문화대학 출신으로, 우스네 마사토시의 어시스턴트 출신이다.

## 작품 목록

### 일반 만화
- 『드래곤 나이트 4』 (1997년 - 1999년, 월간 코믹 전격대왕 연재, 전 3권)
- 『오니히메』 （2008년 4월 9일 발매[2],『월간 ComicREX』연재,〈ID코믹스 REX코믹스〉, ISBN 978-4-75806-091-2, 전 1권)

※ 토가시 히데아키 명의

### 성인 만화
- 『숲의 요정 이야기』 （『COMIC 펭귄 클럽』・『COMIC 펭귄 클럽 산적판』연재, 전 2권)
데뷔작. 후지미 코믹스 및 플라자 코믹스에서 각각 전 2권. 토가시 요시히로(冨樫義博)가 한 페이지씩 게스트로 기고하고 있다.
  - 후지미 출판사 〈후지미 코믹스〉
    1. 1993년 9월 9일 발매[3], ISBN 4-89421-039-8
    2. 1995년 9월 27일 발매[4], ISBN 4-89421-134-3

  - 재롱사 (蒼竜社) 〈플라자 코믹스〉
    1. 2000년 12월 12일 발매[5], ISBN 4-88386-072-8
    2. 2000년 12월 20일 발매[6], ISBN 4-88386-074-4
- 『B.M.E.O』 (2001년 8월 10일 발매[7], 후지미 출판 <후지미 코믹스>, ISBN 4-89421-433-4, 전 1권)
- 『요로즈 재앙을 내리는 사람』 (2007년 4월 25일 발행[8],아카네 신사〈TENMA COMICS〉, ISBN 978-4-87182-907-6, 전 1권)

## 스승
- 우스네 마사토시

## 같이 보기
- 일본의 만화가
- 토가시 요시히로